# Густик, Максим Вячеславович
Макси́м Вячесла́вович Гу́стик (бел. Максім Вячаслававіч Гусцік; 1 мая 1988, Минск — 9 декабря 2023, Минск) — белорусский фристайлист и тренер, выступавший в лыжной акробатике, призёр чемпионата мира 2015 года, победитель 2 этапов Кубка мира, участник Олимпийских игр 2018 и 2022 годов и 6 чемпионатов мира. 9 раз за карьеру завершал сезон в топ-10 зачёта акробатики в Кубке мира, высшее место — 2-е в сезоне 2015/16.

## Биография
Родился 1 мая 1988 года в Минске.
В 2006 и 2007 году выигрывал молодёжные чемпионаты мира. 11 февраля 2006 года впервые выиграл этап Кубка Европы в Раубичах. Всего за карьеру выиграл более 10 этапов Кубка Европы в 2006—2021 годах, несколько раз был победителем Кубка Европы в общем зачёте. Дебютировал на Кубке мира 1 марта 2008 года в Москве, где занял 10-е место, набрав таким образом и первые очки в карьере.
В 2011 году дебютировал на чемпионате мира, который проходил в Дир-Вэлли, где занял 11-е место в лыжной акробатике. Спустя год в феврале 2012 года в австрийском Крайшберге впервые попал на кубковый подиум, став вторым.
1 февраля 2013 года одержал первую в карьере победу на Кубке мира, выиграв состязания во всё том же Дир-Вэлли. Помимо этого, ещё раз поднимался на подиум — в украинском Буковеле он замкнул тройку лучших. На чемпионате мира в Норвегии Густик показал 15-й результат.
На чемпионате мира 2015 года в австрийском Крайшберге Густик стал бронзовым призёром в акробатике, уступив китайцу Ци Гуанпу и американцу Алексу Боуэну.
В сезоне 2015/16 занял второе место в зачёте акробатики в Кубке мира, уступив только украинцу Александру Абраменко. По ходу сезона одержал свою вторую и последнюю победу на этапах Кубка мира — 20 декабря в Пекине.
В сезоне 2016/17 занял пятое место в зачёте акробатики в Кубке мира.
16 декабря 2017 года 9-й и последний раз в карьере попал в тройку лучших на этапе Кубка мира, заняв второе место в акробатике на китайском курорте Сикрет Гарден. В сезоне 2017/18 стал 4-м в зачёте акробатики в Кубке мира.
На дебютных для себя Олимпийских играх 2018 года в Пхёнчхане выступил неудачно, заняв только 22-е место в акробатике.
Последним стартом Густика стали зимние Олимпийские игры 2022 года в Пекине. В личной акробатике Максим занял 20-е место. В командной акробатике сборная Беларуси (Густик, Анна Гуськова и Станислав Гладченко) заняла 6-е место среди 6 команд.
После окончания карьеры работал старшим тренером сборной Беларуси по лыжной акробатике.
Погиб в Минске 9 декабря 2023 года на 36-м году жизни в результате наезда автомобиля.

## Результаты на крупнейших соревнованиях

### Зимние Олимпийские игры
| Олимпийские игры | Акробатика | Командная акробатика |
| ---------------- | ---------- | -------------------- |
| 2018 Пхёнчхан    | 22         | н/д                  |
| 2022 Пекин       | 20         | 6                    |

### Чемпионаты мира
| Чемпионат мира     | Акробатика | Командная акробатика |
| ------------------ | ---------- | -------------------- |
| 2011 Дир-Вэлли     | 11         | н/д                  |
| 2013 Восс          | 15         | н/д                  |
| 2015 Крайшберг     | 3          | н/д                  |
| 2017 Сьерра-Невада | 7          | н/д                  |
| 2019 Парк-Сити     | 20         | —                    |
| 2021 Алма-Ата      | 20         | —                    |

### Кубок мира

#### Результаты в общем зачете Кубка мира
| Сезон   | Общий зачёт | Акробатика |
| ------- | ----------- | ---------- |
| 2007/08 | 145         | 35         |
| 2008/09 | 160         | 41         |
| 2009/10 | 115         | 34         |
| 2010/11 | 36          | 10         |
| 2011/12 | 24          | 9          |
| 2012/13 | 19          | 7          |
| 2013/14 | 97          | 21         |
| 2014/15 | 27          | 8          |
| 2015/16 | 12          | 2          |
| 2016/17 | 20          | 5          |
| 2017/18 | 11          | 4          |
| 2018/19 | 161         | 27         |
| 2019/20 | 37          | 9          |
| 2020/21 | н/д         | 9          |
| 2021/22 | н/д         | 32         |

#### Подиумы на этапах Кубка мира (9)
| № | Сезон   | Дата        | Место проведения | Место | Отчёт |
| - | ------- | ----------- | ---------------- | ----- | ----- |
| 1 | 2011/12 | 17 фев 2012 | Крайшберг        | 2     |       |
| 2 | 2012/13 | 1 фев 2013  | Дир-Вэлли        | 1     |       |
| 3 | 2012/13 | 23 фев 2013 | Буковель         | 3     |       |
| 4 | 2014/15 | 21 фев 2015 | Москва           | 3     |       |
| 5 | 2015/16 | 20 дек 2015 | Пекин            | 1     |       |
| 6 | 2015/16 | 20 фев 2016 | Минск            | 2     |       |
| 7 | 2016/17 | 18 дек 2016 | Озеро Бэйда      | 3     |       |
| 8 | 2016/17 | 4 мар 2017  | Москва           | 2     |       |
| 9 | 2017/18 | 16 дек 2017 | Сикрет Гарден    | 2     |       |